# Dorfbeuern
Dorfbeuern es un municipio del distrito de Salzburg-Umgebung, en el estado de Salzburgo, Austria, con una población estimada a principio del año 2018 de 1547 habitantes. 
Se encuentra ubicada al norte del estado, cerca de la ciudad de Salzburgo —la capital del estado— y de la frontera con el estado de Alta Austria y Alemania.

## Localidades
El municipio comprende las siguientes localidades (población a 1 de enero de 2018):
- Au (22)
- Breitenlohe (152)
- Buchach (29)
- Dorfbeuern (304)
- Michaelbeuern (335)
- Reitsberg (50)
- Scherhaslach (10)
- Schönberg (202)
- Thalhausen (62)
- Vorau (254)
- Wagnerfeld (106)
- Wagnergraben (21)

## Patrimonio
El principal monumento del municipio es la abadía de Michaelbeuern, monasterio benedictino fundado en el siglo VIII.